# 大いなる遺産 (1998年の映画)
『大いなる遺産』（おおいなるいさん、英: Great Expectations）は、1998年のアメリカ合衆国のドラマ映画。原作は英国の作家チャールズ・ディケンズの小説『大いなる遺産』であり、1946年のデヴィッド・リーン版に次いで2度目の劇場映画化である。
映画化するにあたって、舞台が19世紀初頭のロンドンから現代（映画公開当時）のアメリカ合衆国に変更されており、登場人物の名前もそれぞれ異なっている。

## キャスト
※括弧内は日本語吹替（特記がない限りソフト版）
- フィネガン・“フィン”・ベル: イーサン・ホーク（落合弘治/機内上映版：平田広明）
- 10歳のフィネガン: ジェレミー・ジェームズ・キスナー（英語版）（小出達也）
- エステラ・ディンズモア: グウィネス・パルトロー（麻生侑里/機内上映版：山崎美貴） - 大富豪ノーラの姪。
- 10歳のエステラ: ラクエル・ボーディン（米丘ゆり）
- ノーラ・ディンズモア: アン・バンクロフト（来宮良子） - 大富豪の老婦人。
- アーサー・ラスティグ: ロバート・デ・ニーロ（佐々木勝彦） - 脱獄囚。
- ジョー・コールマン: クリス・クーパー （諸角憲一）- フィンの姉マギーの恋人。フィンの育ての親。
- ウォルター・プレイン: ハンク・アザリア（津田英三） - エステラの婚約者。裕福なビジネスマン。
- ジェリー・ラグノ: ジョシュ・モステル（英語版）（廣田行生） - 弁護士。
- エリカ・スロール: ネル・キャンベル（英語版）
- オーウェン: ガブリエル・マン
- マギー・ベル: キム・ディケンズ - フィンの姉。

## 評価
レビュー・アグリゲーターのRotten Tomatoesでは35件のレビューで支持率は37%、平均点は5.50/10となった。Metacriticでは24件のレビューを基に加重平均値が55/100となった。